# Prozesskontext
Als Prozesskontext wird in der Informatik, insbesondere bei der Konzeption von Betriebssystemen, die gesamte Information, die für den Ablauf und die Verwaltung von Prozessen von Bedeutung ist, bezeichnet. Eine andere Bedeutung des Begriffes bezieht sich im Rahmen betriebswirtschaftlicher Erörterungen auf den Kontext von Geschäftsprozessen.

## Der Kontext von Prozessen eines Betriebssystems
Zur Verwaltung von Prozessen muss ein Betriebssystem Informationen über den Prozess speichern. Man unterscheidet drei Arten von Kontextinformation:
1. Als Benutzer-Kontext werden die Daten des Prozesses im zugewiesenen Adressraum bezeichnet.
2. Als Hardware-Kontext betrachtet man die Inhalte der CPU-Register (etwa Basis- und Grenzregister, Befehlszählregister, Akkumulator usw.) zum Zeitpunkt der Ausführung des Prozesses, sowie ergänzend die Seitentabelle. Diese Information muss gespeichert werden, wenn im Rahmen eines Multitaskings ein Prozess durch einen anderen Prozess unterbrochen wird.
3. Als System-Kontext bezeichnet man Information, die das Betriebssystem aus seiner Sicht, über den Prozess speichert, beispielsweise die Prozessnummer, die vom Prozess geöffneten Dateien, Information über Eltern- oder Kindprozesse, Prioritäten, in Anspruch genommene Zeit usw.

Im engeren Sinne sieht man vor allem Hardware-Kontext und System-Kontext als den eigentlichen Prozesskontext an. Die Informationen werden vom Betriebssystem im sogenannten Prozesskontrollblock verwaltet.

## Der Kontext von Prozessen eines Geschäftsprozesses
Zur Ausführung von Prozessen muss ein Unternehmen Information über den Prozess bereitstellen, ändern und ergänzen lassen und speichern. Man unterscheidet drei Arten von Kontextinformation:
Als Benutzer-Kontext werden die Daten des Geschäftsprozesses in der zugewiesenen Rolle des Benutzers bezeichnet.
Als Auftrags-Kontext werden die Daten des Geschäftsprozesses zu dem bearbeiteten Auftrag bezeichnet.
Als Arbeits-Kontext werden die Daten des Geschäftsprozesses in dem benutzten Arbeitsumfeld bezeichnet.

### Kontextsteuerung
In der systematischen Beschränkung von Zugriffen auf Daten liegen die Optionen zur Absicherung von Geschäftsprozessen. Das gilt insbesondere für den Zugriff im Dialog mit Unterstützungssystemen für die Bearbeitung und Nutzung von Unternehmensdaten, Wettbewerbsdaten und Kundendaten. Ziele sind die Sicherung gegen unbefugtes Lesen und Schreiben. Durch wechselnde Zugriffsrechte je nach aktuellem Kontext können die Sicherungsziele, beispielsweise nach den Common Criteria des BSI besonders gut erreicht werden. Bei Fehlern in der Steuerung wird jedoch die Produktivität beeinträchtigt und die Akzeptanz für die Unterstützungssysteme beschädigt.